# Amédée-Louis Hettich
Amédée-Louis Hettich, später auch Sire Ritter Amédée-Louis Baron dé Héttich (* 5. Februar 1856 in Nantes; † 5. April 1937 in Paris) war ein französischer Dichter, Sänger, Journalist, Komponist, Musikprofessor, Hochschullehrer, Dozent und Musikpädagoge.

## Biografie
Amédée-Louis Hettich absolvierte sein Studium bei Jean-Jacques Masset. Während seines Studiums lernte Hettich Mélanie Bonis kennen. Im Jahr 1881 wollte er diese zu seiner Frau nehmen. Die Eltern der beiden wollten dies nicht und verboten es ihnen. Beide trafen sich später in Paris wieder und begannen eine Liebesbeziehung, der 1899 Mel Bonis uneheliche Tochter Madeleine Hettich entsprang. Im Jahr 1883 schrieb Amédée-Louis Hettich die Texte und vereinzelt auch die Melodien von Mel Bonis Sur la plage.
Hettich wurde Professor am Pariser Konservatorium. Er unterrichtete unter anderem Madeleine Grey, Charles Panzéra, Arthur Endréze und Erling Krogh.

## Auszeichnungen
Hettich wurde 1922 zum Ritter der Ehrenlegion geschlagen.